# Quidico
Quidico (del mapudungún: ¿agua solitaria?  ), es un balneario y caleta de pescadores artesanales ubicada al norte de la comuna de Tirúa, en el área sur de la Provincia de Arauco, VIII Región del Biobío, Chile.

## Descripción
Era una estación vacacional muy visitada por el resto de la población de la provincia, especialmente los habitantes de la cercana ciudad de Cañete. La amplia playa de Quidico es ventosa y si apta para el baño. Pero es apropiada para la práctica del windsurf, el carrovelismo y la pesca recreativa.
El pueblo cuenta con restaurantes camino a la playa a orillas del Río Quidico, especializados en productos del mar, donde se atiende todo el año. En la zona circundante son bien reputados los mariscos de Quidico. En el pueblo además existe compañía de bomberos, consultorio de salud primaria, gimnasio, comercio (restaurantes, cocinerías, cabañas), comunicaciones y otros servicios. En febrero se organiza la "Semana Quidicana", con un programa de eventos recreativos como fogatas, bailes y concursos.

## Historia
Antes Quidico era conocido como Reldeco(del mapudungún: (Relde ko ‘Siete aguas’) haciendo alusión a las siete formas del agua que los mapuches conocían y que el Río Quidico tenían al llegar al mar en su viaje hacia el Lafken Mapu (Oeste o tierra de los muertos) orientado a la Isla Mocha.
Según Ricardo E. Latcham, en la antigua organización territorial mapuche Quidico era un lof (clan de varias familias), circunscrito al aillarehue de Arauco, en el butalmapu (alianza de guerra) de Lafquen-mapu, perteneciente al grupo de los lafquenches.
Aparentemente Quidico fue un lof de larga tradición, pues ya aparece representado en el Parlamento de Yumbel, en 1692, por sus loncos Penipillan y Categuaguelen. En 1774, Quidico se registra como representado en el Parlamento de Tapihue, por la presencia de su lonco Juan Curilabquen.
El Fuerte Quidico fue fundado en 1865, durante la Ocupación de la Araucanía. En la década de 1870 se instaló en el lugar la "Sociedad de Minas de Carbón de Arauco".

Quidico.-—Fundo del departamento de Arauco situado hacia las inmediaciones del puerto de Yana. Corre por él un corto riachuelo costanero, que le da la denominación y que también baña otros terrenos de cultivo. Desemboca en el Pacífico junto á ese puerto. El nombre se forma de quidi, que se da á una almeja, y de co, agua ó corriente de agua.
Quidico (Puerto de).-—Situado en la costa del departamento de Cañete por los 38° 14' Lat. y 73° 30' Lon., hacia el SO. de su capital y á unos 15 kilómetros al N. de la boca del río Tirúa. Es de mediano y regular surgidero, abierto un poco al norte y abrigado convenientemente al S. y SO. por un serrijón montuoso que remata en un promontorio escarpado y poco alto, que se llama punta de Nena, nombre que también ha solido darse al puerto. En su fondo desagua un río de su título el cual es de corto curso, procede de una pequeña laguna y de derrames de la falda más occidental de la cordillera de Nahuelvuta, baja hacia el poniente haciendo largos recodos al norte y sur al través de un terreno algo desigual y selvoso y valles más ó menos estrechos, que primitivamente estuvieron habitados por muchos indígenas, y se echa en la ensenada del puerto por dos bocas, bifurcándose poco antes; por estos brazos es vadeable, pero en la parte de arriba es hondo y puede navegarse por lanchas medianas. La población del puerto es de pocos habitantes, y contiene en sus contornos buenas tierras cultivables, abundancia de maderas y terrenos carboníferos. Es asiento de municipio que comprende el territorio de las subdelegaciones de su nombre, de Paicaví y Curanilahue. Su nombre, formado de quidi y co, se encuentra inmutado en Quedico y Quirico. 
 Diccionario Geográfico de la República de Chile  (1899) de Francisco Solano Asta-Buruaga y Cienfuegos.

El 22 de enero de 1891 fue creada la comuna de Quidico, cuya municipalidad se encontraba en la actual localidad, siendo una entidad dependiente del Departamento de Cañete hasta 1927. 

### Hallazgos arqueológicos
En las playas abiertas de Quidico, se han localido en total 20 sitios arqueológicos, correspondiendo 19 asentamientos del complejo El Vergel, siendo sólo un sitio adscribible con seguridad al complejo Pitrén, con una fecha de 720 d. C., la más temprana de los grupos alfareros en la zona de Arauco. Por otra parte, en el sector de Tirúa han sido evidenciados diversos sitios alfareros habitacionales, destacando la  presencia del sitio Loncotripay, cementerio adscribible a Pitrén fechado en 1000 d. C.
En 2003, mientras se efectuaban trabajos de construcción en Quidico se encontró una sepultura mapuche del estilo comparable a la del Periodo Tirúa II que es posterior al Cultura Valdivia  1200 a 1400, pese a que la urna funeraria comportaba rasgos similares a la cerámica funeraria El Vergel, la vasija se caracterizaba por una cerámica bicolor, por diseños geométricos y zonas achuradas de color rojo oscuro o negro sobre blanco característico del período Tirúa. los restos de un cuerpo humano se encontraba al interior, con la cabeza orientada hacia el oeste, tierra de los difuntos (otrora la Isla Mocha)

### Terremoto de Chile de 2010
Tras el Terremoto de Chile de 2010 se produjo —al igual que en el resto de las localidades ribereñas de la región— un maremoto en Quidico. El fenómeno allí causó daños (como la pérdida de botes, edificaciones y un puente peatonal), además de la muerte de dos campistas. Pero la ola fue detenida por la ancha playa y alto terraplén de la carretera que separa la mayor parte del pueblo de la línea costera.

### Ataques incendiarios
Como parte de los incidentes en la Araucanía de 2020-2021, que forma parte del conflicto en dicha región histórica, solo durante esos dos años, a enero de 2021 se han registrado 46 ataques incendiarios a viviendas de la localidad. Es por esta razón, que un grupo de habitantes locales creó el Comité de Seguridad Ciudadana de Quidico (también llamada «Mesa de Seguridad»), una agrupación que reúne a las víctimas de estos ataques junto a otras personas en favor de la paz y el orden social, además de otorgarles asesoría legal y judicializar las denuncias.